# Palconogie
Palconogie (Fissipedia) – lądowe ssaki łożyskowe, dawniej klasyfikowane w randze podrzędu obejmującego rodziny:
Nadrodzina: kotokształtne (Feloidea) (obecnie podrząd: Feliformia – kotokształtne)
- mangustowate (Herpestidae)
- hienowate (Hyaenidae)
- łaszowate (Viverridae)
- kotowate (Felidae)

Nadrodzina: Canoidea (obecnie podrząd: Caniformia – psokształtne)
- psowate (Canidae)
- łasicowate (Mustelidae)
- szopowate (Procyonidae)
- niedźwiedziowate (Ursidae)